# Кордеак
Кордеак (фр. Cordéac) насеље је и општина у источној Француској у региону Рона-Алпи, у департману Изер која припада префектури Гренобл.
По подацима из 2011. године у општини је живело 205 становника, а густина насељености је износила 7,59 становника/km². Општина се простире на површини од 27 km². Налази се на средњој надморској висини од 902 метара (максималној 2.793 m, а минималној 579 m).

## Демографија
| 1962. | 1968. | 1975. | 1982. | 1990. | 1999. | 2011. |
| ----- | ----- | ----- | ----- | ----- | ----- | ----- |
| 227   | 209   | 168   | 155   | 184   | 193   | 205   |

График промене броја становника у току последњих година